# Cliffortia hermaphroditica
Cliffortia hermaphroditica är en rosväxtart som beskrevs av August Henning Weimarck. Cliffortia hermaphroditica ingår i släktet Cliffortia och familjen rosväxter. Inga underarter finns listade i Catalogue of Life.